# Răducani (okręg Vaslui)
Răducani – wieś w Rumunii, w okręgu Vaslui, w gminie Lunca Banului. W 2011 roku pozostawała niezamieszkana.